# David Aubin
Pour les articles homonymes, voir Aubin.
David Aubin est un historien des sciences et historien des mathématiques québécois, né en 1967,. Ses recherches portent en particulier sur l'histoire de l'astronomie, les sciences pendant la Première Guerre mondiale et la popularisation des sciences.

## Biographie
Après une thèse de doctorat en histoire des mathématiques intitulée A Cultural history of catastrophes and chaos: around the Institut des hautes études scientifiques, France, à l'Université de Princeton, sous la direction de M. Norton Wise en 1998, David Aubin a enseigné à l'Université Pierre-et-Marie-Curie.
Il est professeur d'histoire des sciences à Sorbonne Université, où il a soutenu une habilitation à diriger des recherches en 2007. Il a été chargé de médiation à la Cité des sciences et de l'industrie de la Villette entre 2000 et 2001.
Il est un spécialiste de l'histoire des mathématiques anciennes et contemporaines (théorie du chaos, théorie des catastrophes, théorie des systèmes dynamiques, Nicolas Bourbaki) et a participé à la rédaction de l'Encyclopædia Universalis.

## Distinction
David Aubin a reçu en 2022 le prix Grammaticakis-Neumann de l'Académie des sciences.

## Sélection de publications
- The Withering immortality of Nicolas Bourbaki: a cultural connector at the confluence of mathematics, Science in Context, 1997.
- A Cultural history of catastrophes and chaos: around the Institut des hautes études scientifiques, France 1958-1980, thèse de doctorat en histoire des mathématiques, sous la direction de M. Norton Wise, Université de Princeton, 1998.
- Writing the history of dynamical systems and chaos: longue durée and Revolution, disciplines and cultures, avec Amy Dahan, Historia Mathematica, 2002.
- Le Sabre et l'éprouvette: l'invention d'une science de guerre 1914-1939, avec Patrice Bret, Éditions Noésis/Agnès Viénot, 2003.
- Systèmes dynamiques et chaos : convergences et recompositions, un aperçu historique, avec Amy Dahan, in: Chaos et systèmes dynamiques: éléments pour une épistémologie, dirigé par Sara Franceschelli, Tatiana Roque et Michel Paty, Paris, Hermann, 2007.
- Les mathématiciens français dans la Grande Guerre, 1914-1918[7], avec Catherine Goldstein et Hélène Gispert, in: Identités troublées: les appartenances sociales et nationales à l'épreuve de la Grande Guerre, dirigé par François Bouloc, Rémy Cazals et André Loez, Privat, Toulouse, 2011.
- L'Élite sous la mitraille : les mathématiciens normaliens « morts pour la France », 1914-1918, in: Aventures de l'analyse de Fermat à Borel, mélanges en l'honneur de Christian Gilain, dirigé par Suzanne Féry, Presses universitaires de Nancy, Nancy, 2012.
- L'Élite sous la mitraille. Les Normaliens, les mathématiques et la Grande Guerre, 1900–1925, préface de Claude Viterbo, Éditions de la Rue d'Ulm, Paris, 2018.
- Femmes, vulgarisation et pratique des sciences au siècle des Lumières : les dialogues sur l'astronomie et la lettre sur la figure de la Terre de César-François Cassini de Thury, Brepols, 2020.